# Jean-Paul Coche
Jean-Paul Coche, (* 25. července 1947 v Nice, Francie) je bývalý francouzský zápasník – judista, bronzový olympijský medailista v judu z roku 1972.

## Sportovní kariéra
S judem začínal ve 12 letech v rodném Saint-Tropez. Později se připravoval v Paříži v klubu Racing Club de France pod vedením japonského mistra Šózó Awazu. Patřil k nejlepším francouzským judistům své doby. Jako střední váha do 80 kg porážel díky své velmi přesné technice mnohem těžší judisty v soutěžích bez rozdílu vah. Jeho osobní technikou bylo seoi-nage. V roce 1972 získal bronzovou olympijskou medaili na olympijských hrách v Mnichově, když v turnaji prohrál s Britem Brianem Jacksem a v boji o finále podlehl Korejci O Sung-ipovi. V roce 1976 při své druhé účasti na olympijských hrách v Montrealu jako úřadující mistr Evropy vypadl ve druhém kole s Němcem Fredem Marhenkem. Vzápětí ukončil reprezentační kariéru. Věnuje se trenérské a manažerské práci. Jeho synovec Christian Pouget, patřil ve své době k nejlepším hokejistům Francie.

## Výsledky
| Turnaj             | 1969         | 1970         | 1971         | 1972         | 1973         | 1974         | 1975         | 1976         |
| Turnaj             | 22           | 23           | 24           | 25           | 26           | 27           | 28           | 29           |
| Turnaj             | střední váha | střední váha | střední váha | střední váha | střední váha | střední váha | střední váha | střední váha |
| ------------------ | ------------ | ------------ | ------------ | ------------ | ------------ | ------------ | ------------ | ------------ |
| Olympijské hry     |              |              |              | 3.           |              |              |              | úč.          |
| Mistrovství světa  | 5.           |              | úč.          |              | úč.          |              | 3.           |              |
| Mistrovství Evropy | ?            | ?            | —            | 1.           | ?            | 1.           | ?            | 1.           |